# Milà-Sanremo 1964
La Milà-Sanremo 1964 fou la 55a edició de la Milà-Sanremo. La cursa es disputà el 19 de març de 1964 i va ser guanyada per l'anglès Tom Simpson, que s'imposà per 2 segons a Raymond Poulidor. Aquesta fou la primera victòria d'un ciclista britànic en la Milà-Sanremo.
Rudi Altig, quart classificat fou desqualificat per haver pres un camí incorrecte.
232 ciclistes hi van prendre part, acabant la cursa 138 d'ells.

## Classificació final
|    | Ciclista              | Equip                 | Temps      |
| -- | --------------------- | --------------------- | ---------- |
| 1  | Tom Simpson           | Peugeot-BP-Englebert  | 6h 37' 39" |
| 2  | Raymond Poulidor      | Mercier-Hutchinson-BP | + 02"      |
| 3  | Willy Bocklant        | Flandria-Romeo        | + 1' 01"   |
| 4  | Rik van Looy          | Solo-Superia          | + 1' 09"   |
| 5  | Georges Vanconingsloo | Peugeot-BP-Englebert  | m. t.      |
| 6  | Jean Graczyk          | Margnat-Paloma-Dunlop | m. t.      |
| 7  | Renato Pelizzoni      | Ignis                 | m. t.      |
| 8  | Edouard Sels          | Solo-Superia          | m. t.      |
| 9  | Jean Forestier        | Peugeot-BP-Englebert  | m. t.      |
| 10 | Yvo Molenaers         | Wiel's-Groene Leeuw   | m. t.      |